# Melchior Abesser
Melchior Abesser (* um 1569 in Grimmelshausen; † 1627 in Schleusingen) war ein kur- und fürstlich-sächsischer Forstmeister in der fränkischen Grafschaft Henneberg.

## Leben
Er war der Sohn des hennebergischen Wildhetzers, Hühnerfängers und Försters Valentin Abesser im Amt Themar und jüngerer Bruder des kur- und fürstlich-sächsischen Oberwild- und Jägermeisters Samuel Abesser. Zu seinen Dienstaufgaben zählte neben der Bewirtschaftung der zahlreichen hennebergischen Waldungen im Thüringer Wald die Mitwirkung bei der Organisation von herrschaftlichen Jagden, an denen gelegentlich auch der Kurfürst Johann Georg I. von Sachsen teilnahm.
Anlässlich seines Todes erschien 1627 seine Leichenpredigt im Druck. Sie trägt den Titel Christliche Leichpredigt Bey angestelltem Begräbnis Weiland Des [...] Melchior Abessers/ Chur: und Fürstlichen Sächsischen verordneten Hennebergischen Forstmeisters zu Schleusingen/ Aus den Prophetischen Worten Esa. 65/22. [...]: Den 27. Novembris, Anno 1627. in der gewöhnlichen Gottesacker Kirchen gehalten / Durch M. Wolffgang Seber Superintendenten und Pfarrern doselbst. Darin enthalten ist auch ein Gedicht, das der damalige evangelische Pfarrer und Superintendent Sebastian Abesser in Suhl verfasste.